# 10月7日 (旧暦)
旧暦10月7日（きゅうれきじゅうがつなのか）は旧暦10月の7日目である。六曜は仏滅である。

## できごと
- 景行天皇40年（ユリウス暦110年11月6日） - 日本武尊が伊勢神宮で倭姫命から天叢雲剣（後の草薙剣）を賜る

## 忌日
- 天文7年（ユリウス暦1538年10月29日） - 足利義明、小弓公方（* 1487年）
- 延宝2年（グレゴリオ暦1674年11月4日） - 狩野探幽、絵師（* 1602年）
- 安政6年（グレゴリオ暦1859年11月1日） - 橋本左内、福井藩士（* 1834年）
- 安政6年（グレゴリオ暦1859年11月1日） - 頼三樹三郎、尊攘派志士・頼山陽の子（* 1825年）